# Scheepswrak

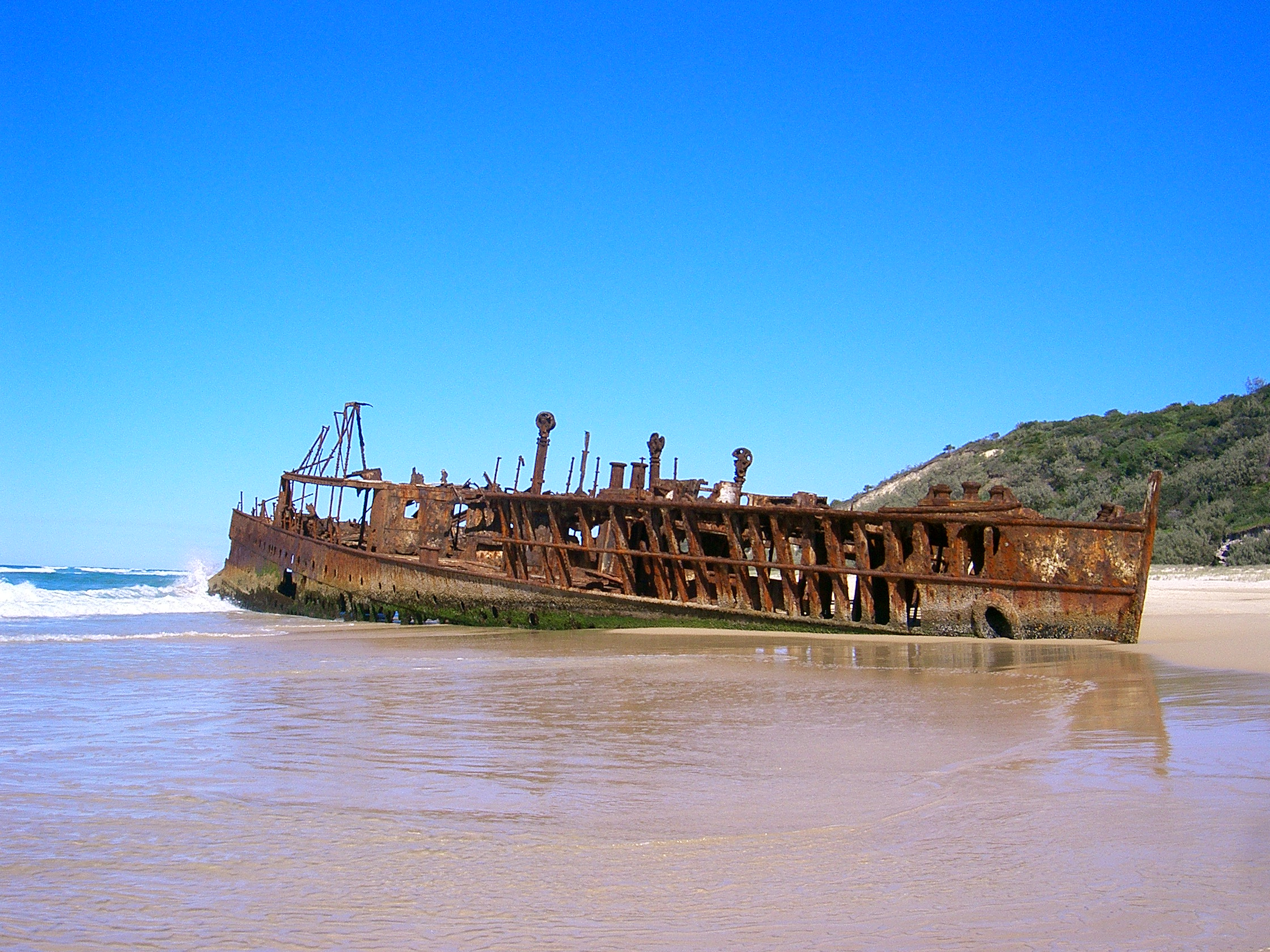
Een scheepswrak

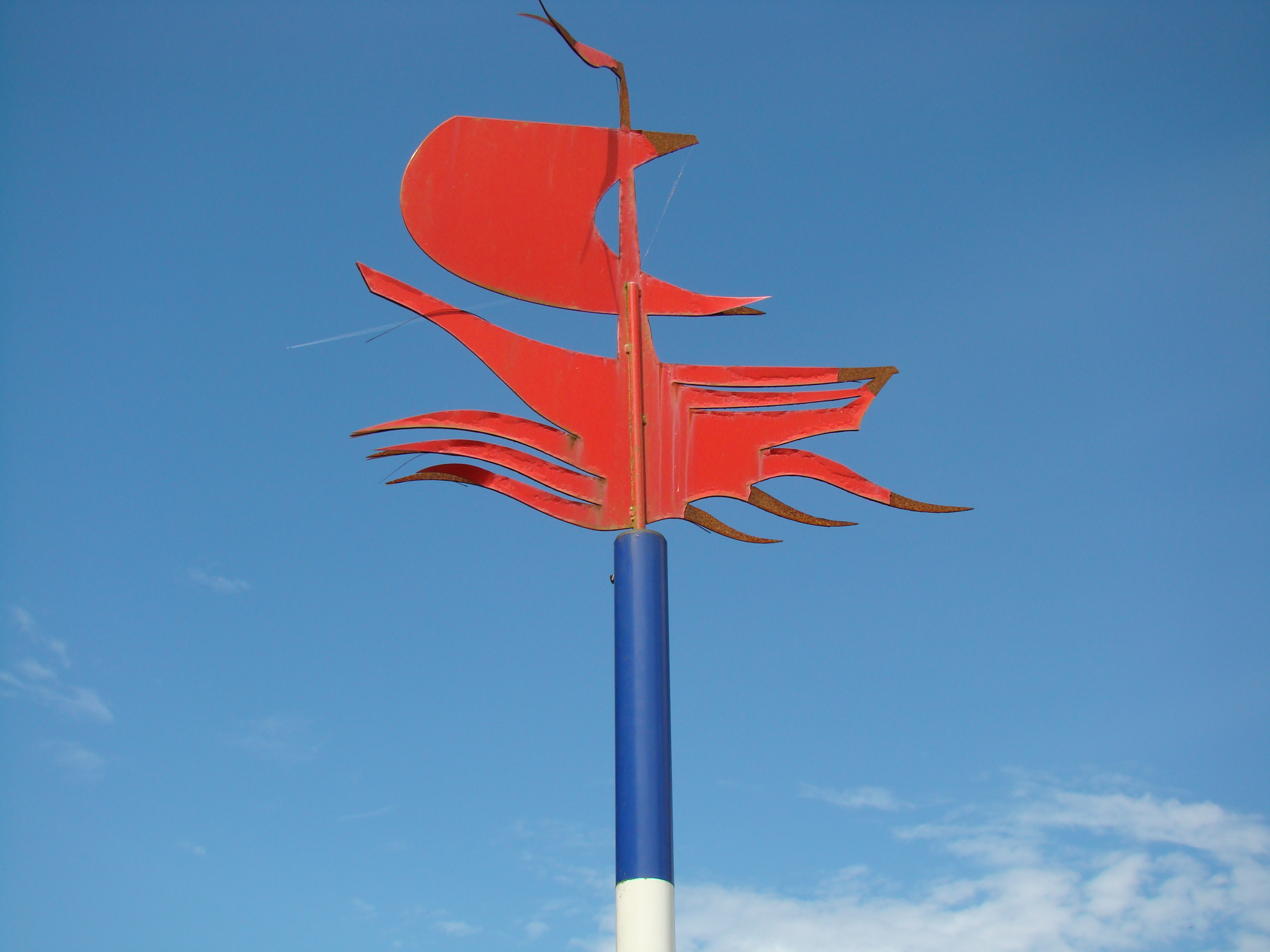
Nederlandse markering voor een scheepswrak

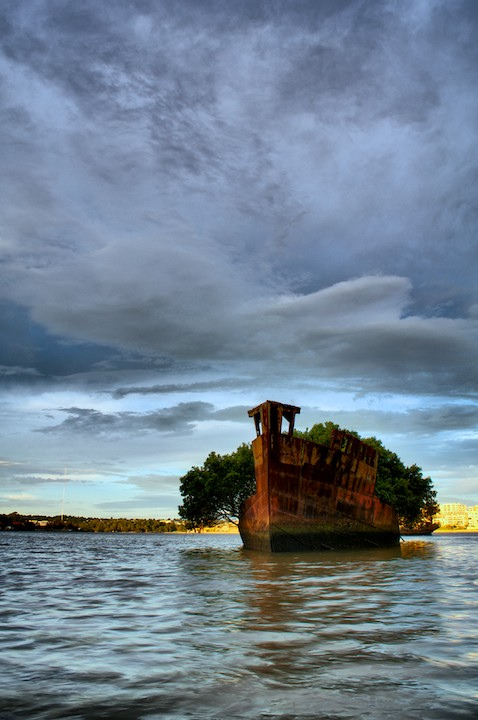
De Ayrfield in de Homebush Bay

Een scheepswrak is het overblijfsel van een verongelukt schip, dat niet meer te gebruiken is. Scheepswrakken kunnen langs de (voormalige) kustlijn liggen, maar ook onder water; een scheepswrak kan zelfs nog drijven. In de Nederlandse provincie Flevoland liggen ook wrakken onder de grond, omdat deze provincie terug is gewonnen op de zee.
Een scheepswrak dat onder water op de bodem van een zee of oceaan ligt trekt vissen aan. Daarom gaan sportvissers soms speciaal vissen bij een wrak. Door duikers wordt soms naar scheepswrakken gedoken, als hobby of om naar voorwerpen te zoeken. Dit is niet geheel ongevaarlijk en vereist kennis van en ervaring met het duiken.
Archeologen hebben ook beroepsmatig belangstelling voor sommige scheepswrakken, vooral als deze uit de oudheid of de middeleeuwen stammen. Deze tak van de archeologie wordt onderwaterarcheologie of maritieme archeologie genoemd. In de afgelopen halve eeuw zijn overal ter wereld allerlei maritiem-archeologische projecten begonnen, soms met zeer spectaculaire archeologische bergingen van een wrak - bijvoorbeeld van de Vasa in Stockholm en van de Mary Rose in Portsmouth. In Nederland zijn sommige nog begraven scheepswrakken aangeduid als rijksmonument.